# Картографија Сједињених Држава
Картографија Сједињених Америчких Држава је историја премеравања и стварања мапа Сједињених Држава. Мапе Новог света прављене су од 16. века. Историја картографије Сједињених Држава почиње у 18. веку, након проглашења независности првобитних Тринаест колонија 4. јула 1776. године, током Америчког рата за независност (1776–1783). Касније је Самуел Августус Мичел објавио карту Сједињених Држава 1850. године. Национални програм за топографско мапирање покренуо је 1884. Геолошки завод Сједињених Држава (УСГС).
Израз „Сједињене Државе“, када се користи у географском смислу, односи се на суседне Сједињене Државе (понекад се називају нижим 48, укључујући Дистрикт Колумбију али не као државу), Аљаску, Хаваје, пет острвских територија Порторико, Северна Маријанска Острва, Америчка Девичанска Острва, Гуам, Америчка Самоа и мањи спољни поседи. Сједињене Државе деле копнене границе са Канадом и Мексиком и морске границе са Русијом, Кубом, Бахамима и многим другим земљама, углавном на Карибима поред Канаде и Мексика. Северна граница Сједињених Држава са Канадом је најдужа бинационална копнена граница на свету.

## Белешке
1. ↑  Сједињене Државе имају поморску границу са Уједињеним Краљевством јер Девичанска острва САД се граниче са Британским Девичанским Острвима.[3] Порторико има поморску границу са Доминиканском Републиком.[4] Америчка Самоа има поморску границу са Куковим Острвима).[5][6] Америчка Самоа такође има поморске границе са независном Самоом и Ниуеом.[7]